# Psalm 93

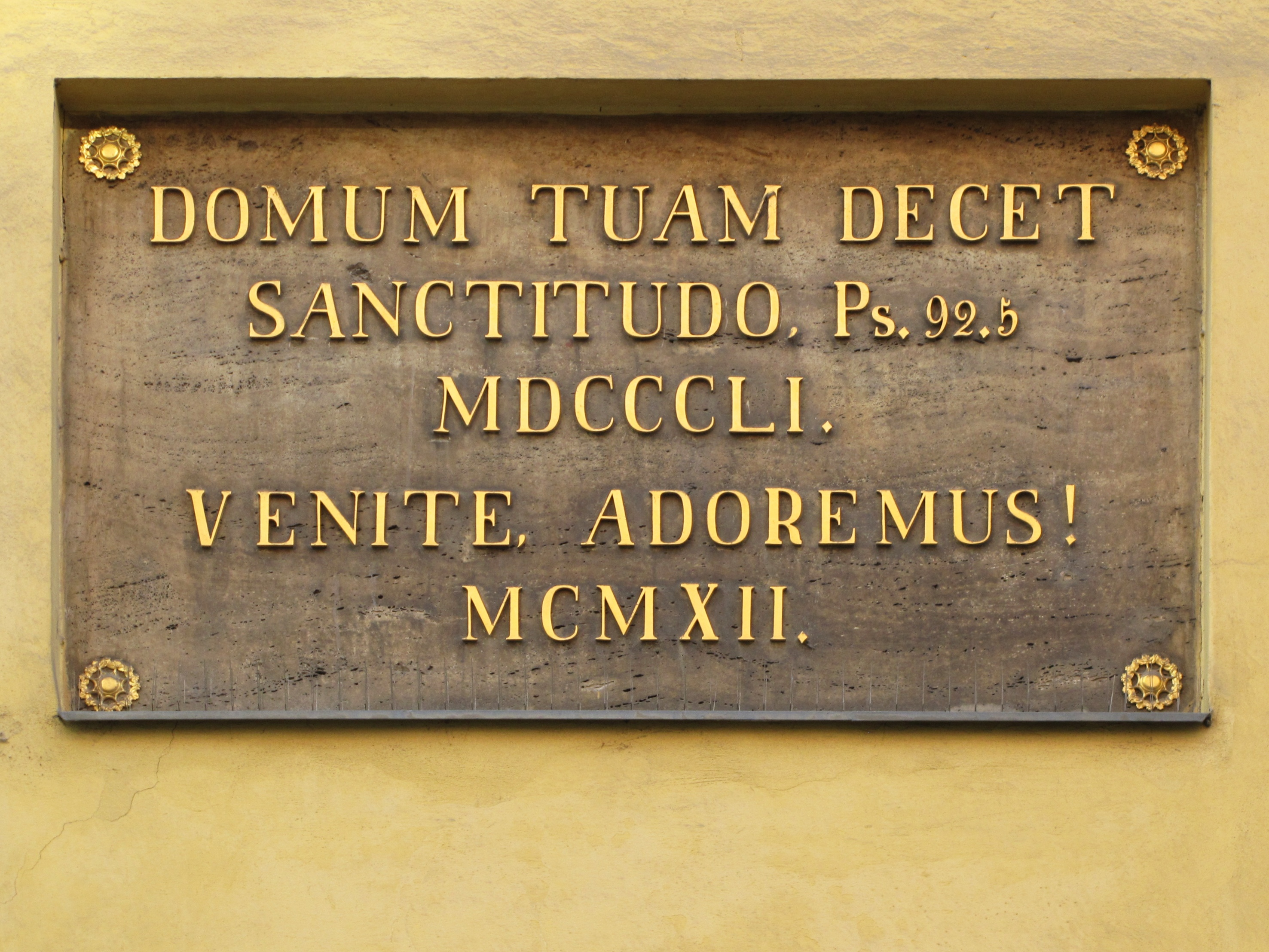
Vers 5 auf einer Tafel (hier als Psalm 92 bezeichnet, da der Nummerierung der Vulgata folgend)

Der 93. Psalm (nach griechischer Zählung der 92.) ist ein Psalm, der JHWHs Thronbesteigung besingt. 

## Gliederung
Der Psalm lässt sich folgendermaßen gliedern:
1. Vers 1: JHWH ist König geworden
2. Vers 2: Wie JHWH neu hingestellte Erde steht JHWHs Thron fest
3. Vers 3 f.: Schilder von JHWHs Feinden
4. Vers 5: Schluss: Erfüllung der Weissagung

## Deutung
Häufig wird der Psalm eschatologisch verstanden. Andere bestreiten diese Auffassung und sehen im Psalm lediglich eine Beschreibung dessen, was die Gemeinde am Fest der Thronbesteigung erlebt hat.
Es kann gedeutet werden, dass die „Wasser“ (Vers 4) die heidnischen Völker repräsentieren. So heißt es ist Jes 17,12 :

„Wehe, ein Getöse vieler Völker; wie das Tosen der Meere tosen sie; und ein Rauschen von Völkerschaften; wie das Rauschen gewaltiger Wasser rauschen sie.“

Vergleiche hierzu auch Jes 8,7f. .